# Bahnhof Lakeland
Der Bahnhof Lakeland ist ein Bahnhof im Fernverkehr und wird von Amtrak betrieben. Er befindet sich in Lakeland im Polk County in Florida.

## Geschichte
Das erste Bahnhofsgebäude Lakelands wurde von der South Florida Railroad von 1884 bis 1886 aus Holz erbaut und brannte 1901 nieder. Das im Folgejahr wieder aufgebaute Gebäude erwies sich jedoch bald als zu klein und wurde daher von der Atlantic Coast Line Railroad im Jahre 1910 durch ein größeres Steingebäude ersetzt. Auch dieses Gebäude erlitt im November 1918 einen Brandschaden und wurde im Januar 1919 nach Restauration wiedereröffnet.
Das im Jahr 1960 eröffnete Bahnhofsgebäude ging nach der Fusion der Seaboard Coast Line Railroad mit der Seaboard Air Line Railroad 1967 in deren Besitz über. Erst 2008, zehn Jahre nach Fertigstellung des jetzigen Bahnhofsgebäudes knapp zwei Kilometer westlich, wurde es abgerissen. Die Bahnsteige der früheren Station sind jedoch weiterhin zu sehen. Bis 1979 hielt hier noch der Champion, ein einstiger Konkurrent des Silver Star auf der Strecke von New York City nach Miami.
In den letzten Jahren war der Bahnhof Bestandteil von Planungen einer Hochgeschwindigkeitstrasse von Tampa über Lakeland und Orlando nach Miami. Die Pläne wurden von Gouverneur Rick Scott im März 2011 jedoch eingestellt.

## Anbindung
Der Bahnhof wird von der Bahngesellschaft Amtrak bedient und befindet sich zentral im Stadtzentrum Lakelands. Von hier fährt der Silver Star in einem Abstecher nach Tampa und wieder hierher zurück, um seine Reise anschließend entweder nach New York oder Miami fortzusetzen. Je nachdem, wohin eine Reise gebucht wird, wird entweder der Bahnhofscode LAK (Norden) oder LKL (Süden) verwendet. Der Bahnhof Lakeland ist der einzige in den gesamten USA, der zwei Bahnhofscodes besitzt.
Die Fernbusgesellschaft Amtrak Thruway Motorcoach bietet darüber hinaus Direktverbindungen nach Orlando, Tampa, Pinellas Park, Bradenton, Sarasota, Port Charlotte und Fort Myers sowie nach Dade City, Wildwood, The Villages, Ocala, Gainesville, Waldo und Jacksonville an.
Die Busgesellschaft Citrus Connection gewährleistet den Nahverkehr innerhalb Lakelands sowie nach Auburndale, Winter Haven und Bartow.

### Schiene
| Linie       | Laufweg                                               |
| ----------- | ----------------------------------------------------- |
| Silver Star | Tampa – Lakeland – Kissimmee – ... – New York City    |
| Silver Star | Tampa – Lakeland – Winter Haven – ... – Miami Airport |